# Hongren
Hongren (em japonês: Konin, 601 - 674 (73 anos).) foi o Quinto Patriarca do Budismo Zen na China.
Assim como os outros Patriarcas, pouco se sabe sobre sua vida. Uma das fontes, os Registros dos Mestres e Discípulos do Lankavatara (Leng-ch’ieh shih-tzu chih), diz que ele nasceu em Huangmei, na família Chou, e prossegue relatando que seu pai abandonara o lar, mas ainda uma criança Hongren teria assumido seu lugar no sustento da casa. Contudo, ao que parece sua família tinha posses, uma vez que mais tarde sua casa foi transformada em mosteiro. Seja como for, quando tinha sete (ou doze) anos também ele deixou a família para se tornar um monge, estudando com Daoxin. O encontro com seu mestre é relatado na crônica Dendroku (A Transmissão da Luz):
"Daoxin encontrou Hongren em uma estrada de Huangmei, e perguntou seu nome. Hongren respondeu: 'Tenho uma essência mas ela não tem um nome comum'. Daoxin perguntou: 'Que nome tem?', e Hongren respondeu: 'Nenhum, porque a essência é um vazio'. Com esta resposta, Daoxin lhe transmitiu o Dharma e o manto de Patriarca."
Desde então Daoxin permaneceu junto de seu mestre até a morte deste em 651. Uma tradição tardia afirma que após a morte de Daoxin Hongren mudou a comunidade de monges para Tung-shan, a Montanha Leste, de onde provém o nome geral de seus ensinamentos, onde transmitiu o Dharma e o Patriarcado a Huineng.
Os Anais da Transmissão do Tesouro do Dharma (Ch’üan fa pao chi), escritos em torno de 712, referem que Hongren era quieto e reservado, embora diligente em suas tarefas diárias e que passava todas as noites em meditação. Jamais teria lido as escrituras Budistas, mas diz-se que entendia tudo o que delas ouvia. Sua fama atraiu grande número de discípulos, e uma fonte diz que de dez estudantes da província oito ou nove haviam aprendido com ele.
Hongren era um mestre brilhante e foi importante para o desenvolvimento posterior do Zen na China. Seus ensinamentos, junto com os de Daoxin, conhecidos como os Ensinamentos da Montanha Leste, foram difundidos especialmente depois do trabalho de divulgação de seu discípulo Shenxiu, o monge mais ilustre de sua geração, e da compilação de sua filosofia no Tratado das Bases do Cultivo da Mente (Hsiu-hsin-yao lun). Sua prática e ensino se concentravam na meditação, e dizia que a Mente Pura era obscurecida por pensamentos discriminatórios e falsos e pelas aspirações pré-determinadas, e que o Nirvana emergiria quando a pessoa mantivesse uma atitude de atenção constante para sua própria iluminação natural.
Orientava seus estudantes para que observassem sua própria consciência com tranqüilidade e atenção, de modo que pudessem constatar como ela estava sempre a se mover, como a água que flui ou uma miragem que sempre muda de forma, até que essas flutuações se dissolvessem numa estabilidade pacífica. Então esta consciência errática desapareceria como a brisa que deixa de soprar, cessando ao mesmo tempo todas as ilusões.